# Crystal Reed
Crystal Marie Reed (Michigan, 6 de fevereiro de 1985) é uma atriz norte-americana, mais conhecida por interpretar Allison Argent na série de televisão Teen Wolf.

## Biografia e carreira
Crystal Reed nasceu em Detroit, Michigan. Estudou na Roseville High School e desde muito nova demonstrou interesse pela dança. Fez aulas durante algum tempo e chegou a ser capitã das líderes de torcida na escola. Além da dança, Crystal era membra ativa do teatro local e estrelou os musicais Annie, Fiddler on the Roof e Grease. 
Ela entrou na Wayne State University e fez parte do Bacharel em Belas Artes, mas deixou o programa por não ter certeza de que aquilo era bom para ela. "Eles eram muito rigorosos quanto aos métodos de agir, muito particulares sobre como fazemos as coisas e eu comecei a questionar se era o lugar certo para mim, e se realmente precisava de um diploma para ser uma artista." disse.
Ela foi para Chicago e participou de algumas produções locais. Em dezembro de 2008, se mudou para Hollywood em busca de iniciar uma carreira na televisão.
Em 2010 foi convidada para participar de episódios das séries CSI: Crime Scene Investigation, CSI: NY, Rizzoli & Isles e The Hard Times of RJ Berger. No mesmo ano, interpretou Denise no filme Skyline, onde contracenou com Donald Faison, Eric Balfour e Scottie Thompson.  
Em 2011 deu vida a Amy Johnson em Crazy, Stupid, Love. (Amor A Toda Prova), contracenando com Steve Carell e Julianne Moore. Também em 2011, estrelou a série televisiva Teen Wolf, interpretando a arqueira Allison Argent. Permaneceu na produção até sua terceira temporada, exibida em 2014. Entre intervalos de gravações durante o ano de 2012, foi Rebecca Ogin no filme Jewtopia e em 2013, Bess, no filme Crush (Paixão Mortal). 
Após uma pequena pausa na carreira de atriz, no final de 2015, Crystal foi convidada para interpretar Dorothy no filme Too Late, dirigido por Dennis Hauck. 
Em 2016, o criador de Teen Wolf escreveu alguns episódios especiais para a quinta temporada da série e um deles contava com uma possível volta de Reed. De início a atriz recusou, mas ao saber exatamente do que se tratava, aceitou fazer a participação. Ela teve a oportunidade de retratar a história e relação de Marie-Janne Valet com a Besta de Gevaudan. Para se encaixar no Universo da série, Marie-Jeanne foi tida como a primeira caçadora da família Argent e ancestral de Allison. 
Ainda em 2016, gravou o filme A Casa do Medo - Incidente em Ghostland, que foi lançado em outubro de 2018.
Entre os anos de 2017 e 2018, a atriz deu vida Sofia Falcone na quarta temporada da série televisiva Gotham, da DC Comics.
Em 2019 virou Abby Arcane na série Swamp Thing, outra grande produção da DC Comics, baseada nos quadrinhos de 1971.
Quando não está atuando, Crystal se dedica a muitos eventos e ações beneficentes. Recentemente entrou em uma campanha para apoiar a Fundação Contra a Malária, onde lançou uma linha limitada de camisetas com o título "Bravery Is Contagious". O dinheiro arrecadado com o projeto foi destinado a fundação.

## Vida pessoal
Ela esteve em um relacionamento com seu parceiro na série Teen Wolf, Daniel Sharman, no ano de 2013. Crystal também namorou pelos anos de 2011 á 2012 com o colega da série Teen Wolf, Tyler Posey, isso ficou em sigilo pelos dois até em 2018 quando Crystal e Tyler confirmaram.
Crystal namorou o apresentador de televisão Darren McMullen de julho de 2013 até janeiro de 2019. McMullen havia dito anteriormente que os dois planejavam casar e ter filhos, mas ele não estava disposto a realizar esses desejos até que sua terra natal Austrália legalizasse o casamento gay.
Ela tem um irmão mais velho chamado Corey e uma irmã mais velha chamada Riley. Reed foi criada em uma família católica conservadora. Frequentou uma igreja batista durante a adolescência mas não gostava. "Eu odiava e sabia que nunca me encaixaria", disse Reed. 
Reed fez campanha para Hillary Clinton, que liderou as eleições presidenciais dos Estados Unidos em 2016.
Golfe é um dos seus hobbies quando não está atuando.

## Filmografia

### Televisão
| Ano       | Título                         | Papel              | Notas                                    |
| --------- | ------------------------------ | ------------------ | ---------------------------------------- |
| 2010      | CSI: Crime Scene Investigation | Julie              | Episódio: "Lost & Found"                 |
| 2010      | CSI: NY                        | Jules Roday        | Episódio: "Damned If You Do"             |
| 2010      | Rizzoli & Isles                | Natalie            | Episódio: "She Works Hard for the Money" |
| 2010      | The Hard Times of RJ Berger    | Renee              | Episódio: "The Berger Cometh"            |
| 2011      | Drop Dead Diva                 | Ali                | Episódio: "He Said, She Said"            |
| 2011-2014 | Teen Wolf                      | Allison Argent     | Elenco principal (48 Episódios)          |
| 2016      | Teen Wolf                      | Marie-Jeanne Valet | Episódio: "The Maid of Gévaudan"         |
| 2017      | Gotham                         | Sofia Falcone      | Elenco principal (4ª temporada)          |
| 2019      | Swamp Thing                    | Abby Arcane        | Papel principal                          |

### Cinema
| Ano  | Título                                 | Papel            | Nota           |
| ---- | -------------------------------------- | ---------------- | -------------- |
| 2010 | Skyline: A Invasão                     | Denise           |                |
| 2011 | Amor a Toda Prova                      | Amy Johnson      |                |
| 2012 | Procura-se a Mulher Perfeita           | Rebecca Ogin     |                |
| 2013 | Crush                                  | Bess             |                |
| 2015 | Too Late                               | Dorothy          | Curta-metragem |
| 2018 | A Casa do Medo: Incidente em Ghostland | Elizabeth Keller |                |
| 2023 | Teen Wolf: The Movie                   | Allison Argent   |                |
| TBA  | Dead Giveaway                          | Lia              | Pos Produção   |